# George Frendo
Mons. George Anthony Frendo, O.P. (* 4. dubna 1946, Qormi) je maltský římskokatolický kněz, člen Řádu bratří kazatelů a emeritní arcibiskup Tirany-Drače.

## Život
Narodil se 4. dubna 1946 v Qormi. Roku 1962 vstoupil do noviciátu Dominikánského řádu v Rabatu, v Převorství Panny Marie z Grotto, kde 7. dubna 1969 byl biskupem Emanuelem Geradou vysvěcen na kněze. Po získání lektorátu z teologie na Vysoké škole Svatého Tomáše Akvinského v Rabatu, pokračoval na Papežské univerzitě sv. Tomáše Akvinského ve studiích kanonického práva. Roku 1973 po obájení své práce Nerozlučitelnosti a rozvod v teologii scholastiky třináctého století., získal doktorát.
Roku 1974 byl jmenován defensorem vinculi (obhájce svazku) Církevního soudu prvního stupně a následovně roku 1976 byl opět jmenován defensorem vinculi toho času Církevního Inter-diecézního tribunálu druhého stupně. Roku 1980 byl jmenován soudcem Inter-diecézního tribunálu.
Poté byl zvolen provinciálem. Když mu skončilo funkční období, vyjádřil své přání připojit se k Dominikánské misii v Albánii, tato misie začala v tu dobu kdy byl provinciálem. Roku 1998 byl jmenován generálním vikářem arcidiecéze Tirana-Drač, a roku 1999 byl zvolen předsedou Konference vyšších představených v Albánii. Roku 2001 se stal členem Generální rady Unie Evropských konferencí vyšších představených. V témže roce byl také vybrán jako soudní vikář Inter-diecézního tribunálu prvního stupně.
Dne 7. července 2006 byl papežem Benediktem XVI. ustanoven pomocným biskupem arcidiecéze Tirana-Drač a titulárním biskupem butrintským. Biskupské svěcení přijal 23. září 2006 z rukou Rroka Mirdity a spolusvětiteli byli John Bulaitis a Joseph Mercieca.
Dne 16. listopadu 2016 ho papež František jmenoval arcibiskupem arcidiecéze Tirana-Drač. Do úřadu byl uveden 3. prosince 2016. Dne 30. listopadu 2021 přijal papež jeho rezignaci z důvodu dosažení kanonického věku 75 let.